# 単一都市
単一都市（たんいつとし、英語: Monotown、ロシア語: Моногород）とは、一つの工場、企業、産業に依存した都市をいい、主にロシアに多い。英語の「モノタウン」やロシア語の「モノゴロド」ともいい、単一企業都市、単一産業都市という言葉も使われる。計画都市、企業城下町の一種ともいえるが、旧ソビエト連邦（ソ連）やロシアでは欧米や日本の都市よりも一つの工場などに対する依存度が極端に高い都市となる。

## 概要
ソビエト連邦（ソ連）時代に、計画経済を支えるために国内各地に建設された。最初に核となる大規模工場が建設され、周囲に従業員の住宅街や福祉施設が建設される。町で必要となるエネルギー（暖房用蒸気、給湯、電力等）は、工場併設の火力発電所から配給されるケースもあり、極端な僻地や極寒の地域でも効率的な近代都市を形成することができる。ソ連時代は、計画経済を支える重要な都市群であったが、ロシア時代になると時代遅れの企業、産業を抱える都市群の淘汰が始まった。2008年前後の世界金融危機の際には、ロシア国内の単一都市の工場の多くが経営に行き詰まり、休業や解雇が相次ぎ、社会問題化した。工場が唯一の産業であるため、工場が立ち行かなくなると都市全体が機能不全に陥る単一都市の弱点が露呈する形となった。幸いにも比較的早くロシア経済の回復が見られたため、一時的に落ち着きを取り戻すことができたが、2014年のロシアによるクリミアの併合に対する欧米の経済制裁が発動すると、再び苦境に立たされるモノゴロドも現れた。
単一都市は、2010年代においてもロシア国内において約300 - 500、住民数で国民の10 %前後が生活していると推測されている。ただし、2016年以前の調査によれば、住民の6割は「生活に耐えがたい」と訴えているという。

## 単一都市の例
ロシア連邦共和国
- マグニトゴルスク（鉄鋼）
- トリヤッチ（自動車）
- バイカリスク (製紙)